# 424

424(사백이십사)는 423보다 크고 425보다 작은 자연수다.

## 수학
- 합성수로, 그 약수는 1, 2, 4, 8, 53, 106, 212, 424다. 진약수의 합은 386이므로, 424는 부족수다.
- 회문수다.
- 자릿수 제곱합이 제곱수인 44번째 자연수다. 이 성질을 지닌 앞의 수는 418, 다음 수는 430이다. (OEIS의 수열 A175396)
  - {\displaystyle 4^{2}+2^{2}+4^{2}=16+4+16=36=6^{2}}
- {\displaystyle 424=70+92+117+145}
  - 연속하는 네 오각수의 합으로 나타낼 수 있는 수다. 이 성질을 지닌 앞의 수는 330, 다음 수는 530이다.
- {\displaystyle 424=23+29+31+37+41+43+47+53+59+61}
  - 연속하는 소수(素數) 10개의 합으로 나타낼 수 있으며, 이 성질을 지닌 앞의 수는 382, 다음 수는 468이다.
- {\displaystyle 424=10^{2}+18^{2}}
  - 서로 다른 두 자연수의 제곱합으로 나타낼 수 있는 수다.
- {\displaystyle 23^{4}-1}은 424로 나누어떨어진다.

## 과학
- NGC 424(영어판): 조각가자리 방향에 있는 나선은하.

## 교통

### 철도
- 수도권 전철 4호선 명동역의 역번호.

### 도로
- 국도 제424호선
  - 일본 424번 국도(일본어판): 와카야마현 다나베시에서 기노카와시까지 이어지는 일본의 국도.
- 기타 도로
  - 424번 지방도: 강원특별자치도 홍천군 내면에서 삼척시 근덕면까지 이어지는 대한민국의 지방도.
  - 현도 제424호선

## 군사
- U-424(영어판, 독일어판): 제2차 세계 대전에 사용된 나치 독일의 군용 잠수함.

## 문화유산
- 대한민국의 보물 제424호: 예천 청룡사 석조여래좌상
- 대한민국의 사적 제424호: 대한성공회 강화성당

## 방송
- KT HCN의 실버아이TV 채널 번호.

## 기타
- 날짜: 4월 24일
- 연도: 424년, 기원전 424년